# Natalia Pabón-Mora
Natalia Pabón-Mora ( 1985 ) es una botánica, y taxónoma colombiana. Ha trabajado extensamente con investigaciones en la familia de Sur y Centroamérica de las solanáceas.
En 2005, obtuvo su título de pregrado en Biología por la Universidad Nacional de Colombia, sede Bogotá, con una síntesis final de graduación sobre Ontogenia Floral de Telipogon spp. (Orchidaceae) y puntos de vista sobre la simetría periántica en la familia. En 2008, obtuvo la M.Sc. por la Universidad de Nueva York, con la tesis Análisis anatómico y de desarrollo comparativo de frutos secos y carnosos de Solanaceae. Luego en 2011, su Ph.D. por la misma casa de altos estudios, realizando la defensa de la tesis titulada Evolución funcional del linaje de genes APETALA1/FRUITFULL. Desarrolla actividades académicas en la Universidad de Antioquia como coordinadora del grupo Evo-Devo en Plantas.

## Algunas publicaciones
- n. pabón-Mora, b. Sharma, l. Holappa, e.m. Kramer, a. Litt. 2013. The Aquilegia FRUITFULL-like genes play key roles in leaf morphogenesis and inflorescence development. Plant J. 74: 197 - 212 ISSN 1365-313X ed. Wiley

- -----------------, f. González. 2012. Leaf development and metamorphic heteroblasty in Berberis s.l. (Berberidaceae). Bot. Review 80 (10 ): 1 ISSN 0006-8101 Ed. Springer Ny

- -----------------, b. Ambrose, a. Litt. 2012. Poppy APETALA1/FRUITFULL orthologs control flowering time, branching, perianth identity and fruit development. Plant Physiology 158 (4 ): 1685 - 1704 ISSN 0032-0889 Ed. Am. Soc. of Plant Physiologists

- m.g. Sajo, n. pabón-Mora, j. Jardim, d.w. Stevenson, p. Rudall. 2012. Homologies of the flower and inflorescence in the early divergent grass Anomochloa (Poaceae). Am. J. Of Bot. 99 (4 ): 614 - 628 ISSN 0002-9122 Ed. Bot. Soc. of Am.

- m.g. Doria, n. pabón-Mora, f. González. 2012. Reassessing Inflorescence and Floral Morphology and Development in Hedyosmum (Chloranthaceae). Internat. J. of Plant Sci. 173: 735 - 750 ISSN 1058-5893

- n. pabón-Mora, a. Litt. 2011. Comparative anatomical and developmental analysis of dry and fleshy fruits of Solanaceae. Am. J. of Bot. 98 (9 ): 1415 - 1436 ISSN 1537-2197

- f. González, h.e. Esquivel, g.a. Murcia, n. Pabón-Mora. 2010. Aristolochia pentandra (Aristolochiaceae) in Colombia: Biogeographic implications and proposed synapomorphies between the pentandrous species of Aristolochia and its South American sister group. Rev. de la Acad. Co. Ciencias Exactas, Físicas Y Naturales 34 (133 ): 467 - 478 ISSN 0370-3908 Ed. Univ. Nacional de Colombia Sede Bogotá

- ---------------, n. pabón-Mora. 2009. De Henslow a Hooker: Darwin y los inicios del pensamiento evolutivo en Botánica. Acta Biologica Colombiana 14 (1 ): 311 - 334 ISSN 0120-548X Ed. Facultad De Ciencias Universidad Nacional ISSN 1900-1649

- n. pabón-Mora, f. González. 2008. Floral ontogeny of Telipogon spp. (Orchidaceae) and insights on the perianth symmetry in the family. Internat. J. of Plant Sci. 169: 1159 - 1173 ISSN 1058-5893 ed:

### Libros y capítulos
- n. pabón-Mora. 2012. Functional Evolution of the Apetala1/fruitfull Gene Lineage. Editor City Univ. of New York, 246 pp.

- -----------------, f. González. 2011. A clasificação biológica: de espécies a genes. Filosofia Da Biologia 123 - 144 ISBN 978-85-363-2451-7

- l.e. Mora -Osejo, n. Pabón-Mora, f. González. 2011. Gunneraceae. Flora Neotropica Monograph 109. 166 pp. Ed. NYBG Press ISBN 0-89327-508-5

## Honores
- 2010: Premio Maynard Moseley. Mejor trabajo de estudiante[2]
- 2011: Premio Katherine Essau. Mejor trabajo de estudiante
- 2006: Concurso Nacional Otto de Greiff. Mejores Trabajos de Grado. Segundo Puesto. Universidad Nacional De Colombia

- La abreviatura «Pabón-Mora» se emplea para indicar a Natalia Pabón-Mora como autoridad en la descripción y clasificación científica de los vegetales.[3]